# Госпожа Ставерена
Госпожа Ставерена (нидерл. Vrouwtje van Stavoren, з.-фриз. Frouke fan Starum) — нидерландская народная сказка, появившаяся в XVI веке.

## Сказание
Будучи в настоящее время деревней, насчитывающей лишь около тысячи жителей, Ставерен был некогда богатым портовым городом в нидерландской провинции Фрисландия, но начал приходить в упадок в позднем Средневековье, когда в гавани порта образовалась песчаная отмель, препятствовавшая входу и выходу кораблей. В те годы было рассказано несколько историй о возникновении отмели, в том числе сказка о Госпоже Ставерена.
История, известная в 27 различных версиях, повествует о чрезвычайно богатой купеческой вдове знатного происхождения, которая стремилась стать ещё богаче. Она послала капитана своего торгового флота на поиски величайшего сокровища в мире. Когда он вернулся с грузом пшеницы, назвав её «самой большой драгоценностью в мире», поскольку она может накормить голодных, вдова в приступе гордыни и гнева на его, как она воспринимала, глупость, приказала выбросить пшеницу за борт прямо в порту Ставерена.
Когда её предупредили о безнравственности этого поступка, напоминая о превратностях судьбы и, несмотря на богатство и власть, шаткости её положения, она высокомерно сняла с пальца перстень и швырнула его в море, заявив, что она станет нищей лишь тогда, когда перстень вернётся к ней.
Вскоре после этого, во время банкета, который она закатила для своих ганзейских приятелей-купцов, она нашла перстень внутри большой рыбы, поданной ей. Как и предвещало событие, она потеряла своё богатство, прожив оставшиеся годы в нищете, выпрашивая краюху хлеба. В божественном возмездии порт заилился, и пшеница, выброшенная за борт, в итоге превратилась в отмель, которая перекрыла вход в порт и разорила город.
Сказка своим сюжетом напоминает историю о кольце Поликрата, упоминавшуюся Геродотом. В Указателе сюжетов фольклорной сказки она занесена под номером 736A. Госпожа Ставерена впервые появляется в Хрониках Фрисландии Окко Скарленсиса в 1597 году, затем сюжет постепенно развивался. Песчаная отмель, на которой растут пустые колосья пшеницы, была добавлена в XVIII веке, а мотив выброшенного перстня впервые появился около 1810 года.
По мотивам сказки созданы песни, пьесы, оперы и фильмы. Статуя легендарной Госпожи, пристально глядящей в море, была создана Пьером Арьеном де Гротом и возведена перед портом Ставерена в 1969 году.